# کوشتان-تاو
کوشتان-تاو (به روسی: Коштан-тау، به کاراچایی-بالکاری: Къоштан-тау به معنی کوه زوج) بلندترین قله (۵۱۴۴ متر) از توده‌کوه بخش مرکزی رشته‌کوه قفقاز در ناحیه کاباردینو-بالکاریا واقع در جمهوری روسیه، در نزدیکی مرز با گرجستان است. قله این کوه برای نخستین بار در سال ۱۸۸۹ میلادی توسط هرمان وولی و همراهانش فتح شد.